# Les Dossiers secrets de Sherlock Holmes : L'Affaire de la rose tatouée
Les Dossiers secrets de Sherlock Holmes : L'Affaire de la rose tatouée (Lost Files of Sherlock Holmes: The Case of the Rose Tattoo) est un jeu vidéo d'aventure inspiré des aventures de Sherlock Holmes, développé par Mythos Software et sorti sur PC en 1996. Le jeu est le second et dernier opus de la série The Lost Files of Sherlock Holmes.

## Trame

### Scénario
Au 221B Baker Street, Sherlock Holmes reçoit un message de son frère Mycroft Holmes l'invitant à se rendre au club Diogène. Lorsque le détective arrive au lieu du rendez-vous avec le docteur Watson, une explosion se produit dans le bâtiment. Mycroft est blessé et envoyé à l'hôpital St Bart. Persuadé qu'il s'agit d'une explosion accidentelle et affecté par la santé préoccupante de son frère, Sherlock Holmes s'enferme à Baker Street, laissant Watson seul pour mener les premières investigations. Dans les débris du club Diogène, le docteur découvre un cadran d'horloge contenant une étrange substance : après analyse, celle-ci se révèle être une matière explosive. Désormais persuadé que son frère a été victime d'une tentative de meurtre, Holmes est pleinement mobilisé et reprend l'enquête démarrée par Watson.
Le détective se rend à Scotland Yard et parle à l'inspecteur Lestrade. Ce dernier ne croît pas à l'éventualité d'une attaque criminelle au club Diogène mais laisse Holmes enquêter en lui délivrant un laisser-passer pour mener à bien ses investigations. Holmes se rend à l'hôpital St Bart pour rendre visite à son frère Mycroft, en proie à des délires provoqués par les injections de morphine. Holmes récupère la clé de l'appartement de son frère situé à Pall Mall et s'y rend. Sur place, il découvre que Mycroft lui a laissé un message écrit dans une encre invisible. Grâce à une solution appropriée, le détective fait apparaître le message. Mycroft y explique qu'un document contenant le procédé de fabrication d'une formule chimique a été volé au ministère de la Défense. Le voleur ne peut être qu'un employé du ministère, qui a probablement agi sous la menace d'une autre personne. Sept employés pouvaient avoir accès au document : Lord Lawton, Horace Silverbridge, Sir Avery Fanshawe, Philip Bledsoe, Thomas Pratt, Eldridge Whitney et la femme de ménage Agnes Ratchet.

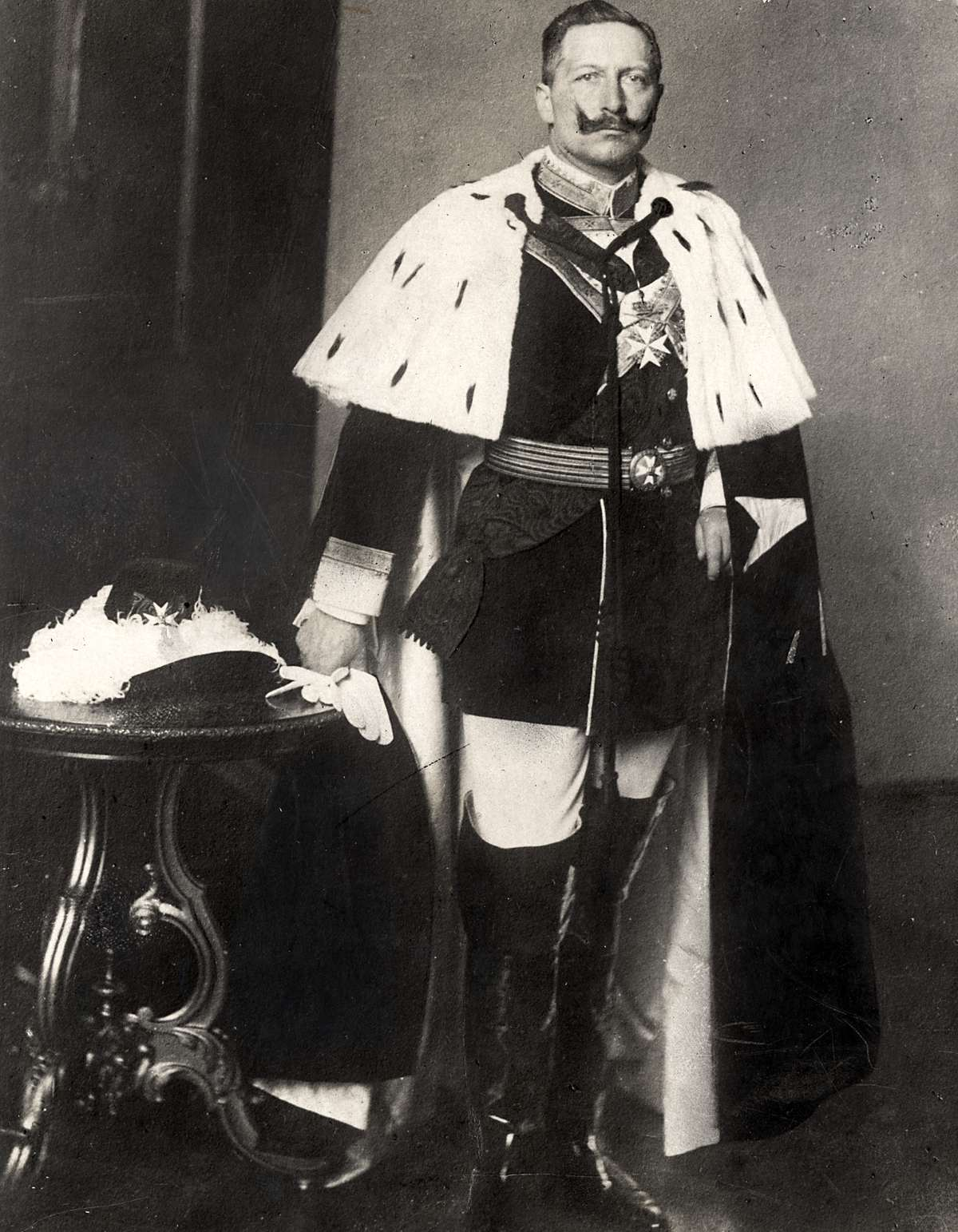
Au cours de son enquête, Sherlock Holmes rencontre le Kaiser Guillaume II.

En compagnie de Watson, Holmes se rend au domicile des premiers suspects, peu disponibles pour lui parler dans l'immédiat, puis parvient à rencontrer le professeur Dewar, l'auteur de la formule chimique volée, qui explique qu'il s'agit de la formule d'un puissant explosif. De retour à Baker Street, Holmes est prévenu par l'inspecteur Lestrade qu'un cadavre non identifié a été retrouvé dans la Tamise. À la morgue, Holmes découvre que le cadavre a une rose tatouée sur le corps. Cette rose se révèle être un signe d'appartenance à un club dont Lord Lawton et Thomas Pratt étaient membres lorsqu'ils étudiaient à Cambridge. Divers indices concordants permettent à Holmes d'établir que le corps retrouvé dans la Tamise est celui de Thomas Pratt. Un témoin oculaire de la scène du crime, Jesse Needhem, explique que la victime a donné un document à l'homme qui l'a ensuite assassiné. Le document a ensuite été remis à une troisième personne germanophone. Needhem est en mesure d'établir le portrait-robot de ce troisième homme, mais pas du tueur. Grâce à la collaboration d'un journaliste du Daily Telegraph, Holmes apprend que ce portrait correspond à celui d'un espion prussien, le colonel Moellendorf. Il sollicite alors un entretien avec le Kaiser qui se trouve à Londres. La réponse n'arrive pas immédiatement.
En parallèle, Holmes poursuit son enquête en rencontrant les autres employés du ministère. Lord Lawton se montre hostile envers le détective. L'homme a une situation financière difficile, est impliqué dans plusieurs affaires louches et cherche à se marier avec une riche aristocrate pour continuer à vivre au-dessus de ses moyens, mais n'est pas pour autant impliqué dans l'affaire du vol de la formule. Lord Silverbridge est quant à lui dans un état de grande fébrilité, et pour cause : Holmes découvre que son fils Virgil a été enlevé pour forcer son père à étouffer l'affaire au sein du ministère. En étudiant la lettre de menace reçue par Silverbridge, Holmes parvient à remonter la piste des kidnappeurs. Avec Watson, il s'introduit dans la demeure où est retenu Virgil et le libère. Sa ravisseuse, qui n'était qu'une petite main au service d'un donneur d'ordres, tente de fuir mais trouve la mort en étant renversée par un fiacre dans la rue. Sans lien avec ce kidnapping, le détective concentre également ses recherches sur Agnes Ratchet, qui habite dans le quartier pauvre de Spitalfields. Le détective se grime en ouvrier pour parvenir à entrer chez elle. La femme de ménage du ministère se révèle être marxiste et avoir involontairement aidé Thomas Pratt dans le vol de la formule. Elle affirme que le précieux document est désormais de retour au ministère de la Défense où il avait été subtilisé. Holmes le récupère, mais le document comporte une trace qui laisse penser qu'une copie a été réalisée chez un photographe.
De retour à Baker Street, Holmes reçoit une réponse positive à sa demande de rencontre avec le Kaiser Guillaume II. L'homme d'État confirme que l'homme du portrait-robot est le colonel Moellendorf, un espion qui agit selon les directives du chancelier Bismarck. Une rivalité existe entre les deux hommes d'État : contrairement au chancelier, le Kaiser souhaite défendre les bonnes relations diplomatiques avec le Royaume-Uni. Le détective parvient à rattraper Moellendorf dans un aérodrome, alors que l'homme s'apprête à fuir en montgolfière. Lors de l'altercation, Watson tire sur Moellendorf sans le tuer, mais l'espion se suicide en avalant un poison pour ne pas avouer ce qu'il sait. La copie du document volé est retrouvée dans le manche de son sabre.
En remontant une piste liée aux fréquentations contestables de Lord Lawton, Holmes retrouve le photographe ayant réalisé cette copie, un certain Hargrove, dont l'arrière-boutique est consacrée à des travaux photographiques illégaux. L'homme avoue avoir réalisé une copie du document, apporté par un dénommé Vincent Scarrett. Il a également été contacté par le donneur d'ordres de Scarrett, qui s'est présenté sous le nom de Major Mystery. En suivant cette piste, Holmes se rend dans un entrepôt suspect exploité par la société Mystery Import-Export. Le détective y trouve le Major Mystery, que Watson tient en joue. L'homme possède le négatif de la photographie de la formule volée. Holmes le lui confisque et repart en laissant Watson sur place dans l'attente de renforts de Scotland Yard pour arrêter le criminel.
Grâce à certains aveux du Major Mystery et quelques éléments complémentaires, Holmes parvient à déterminer que Pratt et Scarrett se sont rencontrés dans un pub louche portant le nom de Weary Punt. Scarrett a poussé Pratt à voler le document du ministère et à le lui donner avant de le tuer sur les bords de la Tamise. Il a ensuite organisé l'attentat du club Diogène pour essayer de tuer Mycroft Holmes qui avait découvert le vol du document. Il est également l'instigateur de l'enlèvement du fils Silverbridge. Le détective se rend au Weary Punt grimé en marin pour passer inaperçu. Dans l'arrière-salle servant de fumerie d'opium, il y retrouve Scarrett. Le criminel est armé et le détective, en légitime défense, l'abat d'un coup de revolver. Watson surgit à son tour au Weary Punt : Holmes comprend que le Major Mystery est parvenu à berner le docteur grâce à des complices costumés en policiers. Le cerveau du crime, qui voulait vendre la formule volée à Bismarck, reste donc en liberté, mais n'est plus une menace immédiate pour la Défense britannique puisque le document d'origine, sa copie et le négatif de la copie ont été récupérés.
L'affaire est désormais close. Holmes retrouve Mycroft convalescent dans son appartement de Pall Mall. Son frère a retrouvé ses esprits et remercie Sherlock pour la qualité de son enquête et pour sa discrétion. Le détective est par la suite convoqué au palais de la Reine Victoria, qui le fait Chevalier de l'Ordre du Mérite pour service rendu à la nation.

### Analyse
D'un point de vue narratif, l'intrigue prend la suite du jeu The Case of the Serrated Scalpel (1992). Certains personnages secondaires du jeu sont ainsi issus du premier opus de la série. La documentation du jeu précise que l'aventure se déroule en octobre 1889, alors que The Case of the Serrated Scalpel se déroulait dans le contexte des meurtres de Jack l'Éventreur (1888).
Plusieurs personnages de l'intrigue sont directement repris de l'univers de Sherlock Holmes (Mycroft, Watson, Lestrade, Wiggins, Gregson), mais l'intrigue est inédite et n'est pas adaptée d'un roman d'Arthur Conan Doyle. Le personnage du Major Mystery a également été identifié par les connaisseurs de l'univers de Sherlock Holmes comme un faux-nom utilisé par le professeur Moriarty.
À la fin du jeu, Watson affirme que son récit de l'aventure restera confidentiel pour une période d'au moins cent ans, de manière à protéger l'honneur de la monarchie britannique. Cette mention vise à jouer avec la date de sortie du jeu, située plus d'un siècle après l'enquête, et s'inscrit également dans la logique du titre de la série, The Lost Files of Sherlock Holmes.
Le physique de Sherlock Holmes, tel qu'il apparaît dans le jeu, a pu être rapproché de celui de l'acteur Jeremy Brett, tel qu'il apparaît dans la série télévisée Sherlock Holmes diffusée de 1984 à 1994. Enfin, le jeu a ultérieurement été rapproché du jeu Sherlock Holmes : La Boucle d'argent de Frogwares. « La Boucle d'Argent s'inscrit dans un style extrêmement semblable à celui de La Rose Tatouée. Respect de l'univers holmésien, graphismes très détaillés, interface point & click quasi identique, scénario dense : tout y est » commente en 2020 un article d'analyse paru sur le site Planète Aventure.

## Système de jeu

### Généralités
Le jeu est fondé sur un système de point & click, caractéristique du jeu d'aventure. Le joueur dispose d'un pointeur qui lui permet de fouiller les décors fixes et de détecter les zones d'interactions. Un clic droit sur ces zones permet d'ouvrir un menu d'actions pour récupérer un objet, parler avec un personnage non jouable ou observer un simple fait. Le joueur dispose également d'un inventaire dans lequel se trouvent l'ensemble des objets récupérés au cours du jeu. Il n'existe pas de possibilité de game over. Des sauvegardes peuvent être réalisées à tout moment par le joueur.
Les personnages, joués par de véritables acteurs, sont incrustés dans des décors dessinés en deux dimensions. Le jeu se compose d'une cinquantaine de lieux et de pièces dans lequel peut évoluer le joueur, accessibles grâce à une carte de Londres sur laquelle apparaissent les différents lieux accessibles au fur et à mesure de l'avancée de l'enquête.

### Spécificités
Le jeu comporte une séquence de jeu de fléchettes fondée sur un gameplay différent du reste de l'intrigue (jeu de simulation au tour par tour). Cette séquence se joue au clavier et nécessite de connaître les règles de cette discipline, notamment en ce qui concerne le calcul des points marqués.

## Développement
Lors de la réalisation du jeu, de vrais acteurs ont été filmés sur un fond bleu. Les décors du jeu ont ensuite été créés par ordinateur, et les personnages filmés y ont été ajoutés, grâce à un procédé d'incrustation. L'avantage de cette technique est que l'aventure semble plus réaliste, et dotée de personnages très animés.

## Réception

### Éloges
Le jeu, dont la sortie se révèle plutôt discrète, fait l'objet d'un nombre limité d'articles d'analyse. En France, une courte critique paraît dans le magazine Joystick d'octobre 1996. Pour le magazine français, « le graphisme en S-VGA est réellement superbe ». Cet avis est confirmé par Gamespot, pour qui « Le jeu fait une utilisation subtile de la vidéo et des graphismes ». Dans la même idée, l'incrustation des personnages dans les décors est jugée réussie : « La qualité de l'incrustation est tout à fait excellente, et l'interaction "acteur-objet du décor" est exempte de bugs » souligne Joystick.
Le scénario, particulièrement dense, est qualifié de « prenant » par le magazine français. « C'est un jeu très long », bénéficiant d'un scénario « riche et cohérent » souligne pour sa part Adventure Classic Gaming, qui applaudit « une affaire qui n'est pas simple à résoudre » et met en avant « l'immersion dans l'atmosphère de l'Angleterre victorienne ». Une analyse parue en 2020 sur Planète Aventure souligne également la fidélité du jeu par rapport à l'univers de Sherlock Holmes initialement imaginé par Arthur Conan Doyle.
Adventure Classic Gaming admire la réalisation du jeu, qui intègre « des heures de dialogues digitalisés ». Les musiques sont applaudies par Planète Aventure, qui évoque un travail de composition « colossal » et « de grande qualité ». Enfin, Joystick souligne que « les expériences de chimie apportent un souffle de variété très agréable à l'aventure ».

### Critiques
Du côté des points négatifs, le rédacteur de Joystick considère que « la vitesse de déplacement des personnages est trop lente » et regrette quelques séquences de « pixel hunting » (« chasse au pixel ») : « Vous n'échapperez pas au "pixel-maudit", syndrome typique des vieux jeux d'aventure qui vous obligera à parcourir l'intégralité de l'écran avec votre souris pour découvrir des objets caractérisés par deux ou trois pixels ». Adventure Classing Gaming s'insurge pour sa part contre la séquence du jeu de fléchettes, jugée trop difficile. « Je connais un joueur qui a abandonné le jeu à ce stade parce qu'il ne pouvait pas gagner aux fléchettes et ne pouvait donc plus avancer » raconte le rédacteur. Planète Aventure confirme la difficulté de cette séquence et la rapproche d'un autre passage jugé « impossible », lorsque le joueur doit trouver la solution d'une charade n'ayant « aucun sens ».
Planète Aventure souligne également que de nombreux personnages de l'intrigue se montrent réticents à faire avancer Holmes et Watson dans leur enquête, créant des difficultés parfois excessives. « Ce principe dépasse l'imaginable lorsque l'on arrive dans le quartier populaire de Spitalfields. On y recherche une jeune femme que tout le monde connaît, mais personne ne veut indiquer où elle habite. Des gamins réussissent même à vous voler de l'argent si vous avez la faiblesse de croire qu'ils peuvent vous aider. Un vendeur de fruits et légumes extrêmement récalcitrant parviendra, à lui seul, à vous faire dégainer la solution du jeu au moins deux fois ».
Enfin, la critique la plus récurrente concerne l'attitude méthodique que le joueur doit adopter pour avancer dans l'intrigue. Joystick remarque que « La progression étant énormément basée sur les dialogues, il sera impératif de tous les passer en revue pour ne pas rester bêtement bloqué sans comprendre pourquoi ». La critique est formulée à l'identique par Gamespot, qui se montre également déçu que le joueur soit globalement spectateur de l'enquête : « La plupart du temps, le seul travail de déduction consiste à trouver sur quel objet on n'a pas encore cliqué, ce qui ne nécessite aucune réflexion, seulement de la patience ». Le média américain tempère sa propre critique en soulignant malgré tout qu'« Il est agréable de suivre l'histoire se dérouler au fil des clics ».